# 中森樹生
中森 樹生（なかもり じゅい、2002年4月14日 - ）は、ジャパンラグビーリーグワンの清水建設江東ブルーシャークスに所属するラグビーユニオン選手。

## 略歴
2018年、奈良県立御所実業高等学校に入学。高1の終わりの全国高等学校選抜ラグビーフットボール大会（春の熊谷）から公式戦に出場した。
高2で花園（全国高等学校ラグビーフットボール大会）にロックとプロップで出場し、準優勝となる。高3の花園は、ロックで出場した。
2021年、立正大学に入る。2年時はロックやフランカーを務めたが、3年時から右プロップで出場し、4年時ではすべて先発出場した。
2025年1月27日、ジャパンラグビーリーグワンの清水建設江東ブルーシャークスへの入団を発表した。同年3月、立正大学卒業。